# Qualifications pour le Championnat d'Europe de futsal 2026
Navigation
Qualifications 2022 Qualifications 2030
Les qualifications pour l'Euro 2026 de futsal doivent désigner 14 des 16 formations qui disputeront la phase finale, la Lettonie et la Lituanie étant déjà qualifiées en tant que pays hôtes.

## Format et tirage au sort
Parmi les 55 nations affiliées à l'UEFA, 46 participent à la compétition qui se déroule en trois phases:
| Tour              | Date du tirage au sort | Dates des matchs                 |
| ----------------- | ---------------------- | -------------------------------- |
| Tour préliminaire | 25 janvier 2024        | 8 au 17 avril 2024               |
| Tour principal    | 30 mai 2024            | 9 décembre 2024 au 16 avril 2025 |
| Barrages          | 21 mai 2025            | 15 au 24 septembre 2025          |

- Tour préliminaire  : Douze équipes sont réparties en trois groupes de quatre équipes, sous forme de mini tournois. Les deux premiers de chaque groupe sont qualifiés pour le tour principal

- Tour principal : les six équipes qualifiées depuis le tour préliminaire rejoignent les trente-quatre équipes entrantes dans le tour principal. Les quarante équipes sont réparties en dix groupes de quatre équipes. Chaque équipe affronte les autres équipes de son groupe à domicile et à l'extérieur. Les dix vainqueurs de groupe sont qualifiés pour l'Euro 2026 et rejoignent les pays hôtes, la Lettonie et la Lituanie. Les huit meilleurs deuxièmes participent aux barrages.

- Barrages : les huit équipes sont réparties en quatre matchs aller-retour pour déterminer les quatre derniers qualifiés pour l'Euro 2026.

## Participants
46 des 55 fédérations membres de l'UEFA participent aux qualifications .
Les 2 pays hôtes, qualifiés d'office, ne sont pas comptés parmi les participants :
- Lettonie
- Lituanie

7 équipes nationales ne participent pas aux qualifications : 
- Russie
- Irlande
- Pays de Galles
- îles Féroé
- Islande
- Liechtenstein
- Luxembourg

12 équipes nationales font leur entrée au Tour préliminaire :
- Israël
- Chypre
- Suisse
- Bulgarie
- Andorre
- Malte
- Gibraltar
- Autriche
- Estonie
- Saint-Marin
- Écosse
- Irlande du Nord

34 équipes nationales entrent directement au Tour principal :
- Portugal
- Espagne
- Kazakhstan
- Ukraine
- France
- Finlande
- Croatie
- Italie
- Pologne
- Slovénie
- Azerbaïdjan
- Serbie
- Géorgie
- Pays-Bas
- Roumanie
- Tchéquie
- Slovaquie
- Hongrie
- Bosnie-Herzégovine
- Arménie
- Belgique
- Biélorussie
- Moldavie
- Allemagne
- Macédoine du Nord
- Suède
- Monténégro
- Kosovo
- Angleterre
- Danemark
- Albanie
- Norvège
- Grèce
- Turquie

## Tour préliminaire
Le tirage au sort du tour préliminaire a lieu le 25 janvier 2024 à Nyon, au siège de l'UEFA.

### Groupe A
| Rang | Équipe          | Pts | J | G | N | P | Bp | Bc | Diff |  | Résultats       |  |     |     |     |
| ---- | --------------- | --- | - | - | - | - | -- | -- | ---- |  | --------------- |  | --- | --- | --- |
| 1    | Andorre         | 7   | 3 | 2 | 1 | 0 | 7  | 5  | +2   |  | Andorre         |  | 2-2 | 2-1 | 3-2 |
| 2    | Chypre H        | 7   | 3 | 2 | 1 | 0 | 7  | 5  | +2   |  | Chypre H        |  |     | 2-1 | 3-2 |
| 3    | Estonie         | 3   | 3 | 1 | 0 | 2 | 4  | 5  | -1   |  | Estonie         |  |     |     | 2-1 |
| 4    | Irlande du Nord | 0   | 3 | 0 | 0 | 3 | 5  | 8  | -3   |  | Irlande du Nord |  |     |     |     |

### Groupe B
| Rang | Équipe      | Pts | J | G | N | P | Bp | Bc | Diff |  | Résultats   |  |     |     |     |
| ---- | ----------- | --- | - | - | - | - | -- | -- | ---- |  | ----------- |  | --- | --- | --- |
| 1    | Autriche H  | 9   | 3 | 3 | 0 | 0 | 7  | 3  | +4   |  | Autriche H  |  | 1-0 | 3-2 | 3-1 |
| 2    | Bulgarie    | 4   | 3 | 1 | 1 | 1 | 4  | 2  | +2   |  | Bulgarie    |  |     | 0-0 | 4-1 |
| 3    | Israël      | 2   | 3 | 0 | 2 | 1 | 3  | 4  | -1   |  | Israël      |  |     |     | 1-1 |
| 4    | Saint-Marin | 1   | 3 | 0 | 1 | 2 | 3  | 8  | -5   |  | Saint-Marin |  |     |     |     |

### Groupe C
| Rang | Équipe    | Pts | J | G | N | P | Bp | Bc | Diff |  | Résultats |  |     |     |     |
| ---- | --------- | --- | - | - | - | - | -- | -- | ---- |  | --------- |  | --- | --- | --- |
| 1    | Malte     | 9   | 3 | 3 | 0 | 0 | 14 | 2  | +12  |  | Malte     |  | 2-1 | 8-0 | 4-1 |
| 2    | Suisse H  | 6   | 3 | 2 | 0 | 1 | 11 | 3  | +8   |  | Suisse H  |  |     | 7-0 | 3-1 |
| 3    | Gibraltar | 3   | 3 | 1 | 0 | 2 | 4  | 16 | -12  |  | Gibraltar |  |     |     | 4-1 |
| 4    | Écosse    | 0   | 3 | 0 | 0 | 3 | 3  | 11 | -8   |  | Écosse    |  |     |     |     |

## Tour principal
Le tirage au sort du tour principal a lieu le 30 mai 2024 à Nyon, au siège de l'UEFA.

### Groupe 1
| Rang | Équipe    | Pts | J | G | N | P | Bp | Bc | Diff |  | Résultats (▼ dom., ► ext.) |     |     |     |      |
| ---- | --------- | --- | - | - | - | - | -- | -- | ---- |  | -------------------------- | --- | --- | --- | ---- |
| 1    | Ukraine   | 18  | 6 | 6 | 0 | 0 | 37 | 5  | +32  |  | Ukraine                    |     | 3-1 | 9-0 | 11-1 |
| 2    | Roumanie  | 9   | 6 | 3 | 0 | 3 | 18 | 11 | +7   |  | Roumanie                   | 0-2 |     | 6-0 | 6-1  |
| 3    | Allemagne | 9   | 6 | 3 | 0 | 3 | 11 | 23 | -12  |  | Allemagne                  | 3-5 | 2-1 |     | 2-1  |
| 4    | Chypre    | 0   | 6 | 0 | 0 | 6 | 7  | 34 | -27  |  | Chypre                     | 0-7 | 3-4 | 1-4 |      |

### Groupe 2
| Rang | Équipe      | Pts | J | G | N | P | Bp | Bc | Diff |  | Résultats (▼ dom., ► ext.) |     |     |     |      |
| ---- | ----------- | --- | - | - | - | - | -- | -- | ---- |  | -------------------------- | --- | --- | --- | ---- |
| 1    | Biélorussie | 16  | 6 | 5 | 1 | 0 | 19 | 4  | +15  |  | Biélorussie                |     | 2-1 | 3-0 | 5-0  |
| 2    | Italie      | 13  | 6 | 4 | 1 | 1 | 25 | 9  | +16  |  | Italie                     | 2-2 |     | 4-3 | 11-1 |
| 3    | Finlande    | 6   | 6 | 2 | 0 | 4 | 16 | 12 | +4   |  | Finlande                   | 1-3 | 0-2 |     | 7-0  |
| 4    | Malte       | 0   | 6 | 0 | 0 | 6 | 2  | 37 | -35  |  | Malte                      | 0-4 | 1-5 | 0-5 |      |

### Groupe 3
| Rang | Équipe    | Pts | J | G | N | P | Bp | Bc | Diff |  | Résultats (▼ dom., ► ext.) |     |     |     |     |
| ---- | --------- | --- | - | - | - | - | -- | -- | ---- |  | -------------------------- | --- | --- | --- | --- |
| 1    | Pologne   | 15  | 6 | 5 | 0 | 1 | 22 | 4  | +18  |  | Pologne                    |     | 6-1 | 3-0 | 6-0 |
| 2    | Slovaquie | 12  | 6 | 4 | 0 | 2 | 23 | 19 | +4   |  | Slovaquie                  | 1-0 |     | 3-2 | 7-2 |
| 3    | Moldavie  | 9   | 6 | 3 | 0 | 3 | 17 | 16 | +1   |  | Moldavie                   | 1-3 | 5-3 |     | 4-3 |
| 4    | Turquie   | 0   | 6 | 0 | 0 | 6 | 11 | 34 | -23  |  | Turquie                    | 1-4 | 4-8 | 1-5 |     |

### Groupe 4
| Rang | Équipe     | Pts | J | G | N | P | Bp | Bc | Diff |  | Résultats (▼ dom., ► ext.) |     |     |     |     |
| ---- | ---------- | --- | - | - | - | - | -- | -- | ---- |  | -------------------------- | --- | --- | --- | --- |
| 1    | Slovénie   | 16  | 6 | 5 | 1 | 0 | 26 | 12 | +14  |  | Slovénie                   |     | 5-4 | 4-0 | 5-1 |
| 2    | Hongrie    | 10  | 6 | 3 | 1 | 2 | 21 | 14 | +7   |  | Hongrie                    | 3-3 |     | 4-0 | 5-0 |
| 3    | Norvège    | 6   | 6 | 2 | 0 | 4 | 11 | 18 | -7   |  | Norvège                    | 1-2 | 4-2 |     | 5-6 |
| 4    | Monténégro | 3   | 6 | 1 | 0 | 5 | 12 | 26 | -14  |  | Monténégro                 | 3-7 | 2-3 | 0-1 |     |

### Groupe 5
| Rang | Équipe      | Pts | J | G | N | P | Bp | Bc | Diff |  | Résultats (▼ dom., ► ext.) |     |     |     |     |
| ---- | ----------- | --- | - | - | - | - | -- | -- | ---- |  | -------------------------- | --- | --- | --- | --- |
| 1    | Croatie     | 18  | 6 | 6 | 0 | 0 | 29 | 7  | +22  |  | Croatie                    |     | 6-2 | 6-2 | 9-2 |
| 2    | Grèce       | 7   | 6 | 2 | 1 | 3 | 11 | 16 | -5   |  | Grèce                      | 0-1 |     | 2-4 | 3-2 |
| 3    | Suède       | 7   | 6 | 2 | 1 | 3 | 16 | 21 | -5   |  | Suède                      | 2-3 | 1-4 |     | 4-3 |
| 4    | Azerbaïdjan | 2   | 6 | 0 | 2 | 4 | 13 | 25 | -12  |  | Azerbaïdjan                | 1-4 | 2-2 | 3-3 |     |

### Groupe 6
| Rang | Équipe     | Pts | J | G | N | P | Bp | Bc | Diff |  | Résultats (▼ dom., ► ext.) |     |     |     |     |
| ---- | ---------- | --- | - | - | - | - | -- | -- | ---- |  | -------------------------- | --- | --- | --- | --- |
| 1    | Arménie    | 16  | 6 | 5 | 1 | 0 | 24 | 11 | +13  |  | Arménie                    |     | 4-2 | 4-3 | 4-0 |
| 2    | Kazakhstan | 10  | 6 | 3 | 1 | 2 | 21 | 16 | +5   |  | Kazakhstan                 | 4-4 |     | 7-3 | 4-2 |
| 3    | Danemark   | 6   | 6 | 2 | 0 | 4 | 18 | 23 | -5   |  | Danemark                   | 1-3 | 3-2 |     | 3-4 |
| 4    | Albanie    | 3   | 6 | 1 | 0 | 5 | 10 | 23 | -13  |  | Albanie                    | 1-5 | 0-2 | 3-5 |     |

### Groupe 7
| Rang | Équipe            | Pts | J | G | N | P | Bp | Bc | Diff |  | Résultats (▼ dom., ► ext.) |     |     |     |     |
| ---- | ----------------- | --- | - | - | - | - | -- | -- | ---- |  | -------------------------- | --- | --- | --- | --- |
| 1    | Portugal          | 18  | 6 | 6 | 0 | 0 | 31 | 9  | +22  |  | Portugal                   |     | 4-2 | 5-0 | 3-0 |
| 2    | Pays-Bas          | 8   | 6 | 2 | 2 | 2 | 19 | 17 | +2   |  | Pays-Bas                   | 4-7 |     | 5-5 | 4-0 |
| 3    | Andorre           | 6   | 6 | 1 | 3 | 2 | 11 | 20 | -9   |  | Andorre                    | 2-7 | 1-1 |     | 2-1 |
| 4    | Macédoine du Nord | 1   | 6 | 0 | 1 | 5 | 3  | 18 | -15  |  | Macédoine du Nord          | 1-5 | 0-3 | 1-1 |     |

### Groupe 8
| Rang | Équipe             | Pts | J | G | N | P | Bp | Bc | Diff |  | Résultats (▼ dom., ► ext.) |     |     |     |      |
| ---- | ------------------ | --- | - | - | - | - | -- | -- | ---- |  | -------------------------- | --- | --- | --- | ---- |
| 1    | Espagne            | 18  | 6 | 6 | 0 | 0 | 37 | 3  | +34  |  | Espagne                    |     | 6-1 | 7-0 | 6-0  |
| 2    | Bosnie-Herzégovine | 12  | 6 | 4 | 0 | 2 | 32 | 13 | +19  |  | Bosnie-Herzégovine         | 2-3 |     | 5-1 | 10-1 |
| 3    | Angleterre         | 4   | 6 | 1 | 1 | 4 | 11 | 27 | -16  |  | Angleterre                 | 0-6 | 2-5 |     | 5-1  |
| 4    | Suisse             | 1   | 6 | 0 | 1 | 5 | 6  | 43 | -37  |  | Suisse                     | 0-9 | 0-9 | 4-4 |      |

### Groupe 9
| Rang | Équipe   | Pts | J | G | N | P | Bp | Bc | Diff |  | Résultats (▼ dom., ► ext.) |     |     |     |     |
| ---- | -------- | --- | - | - | - | - | -- | -- | ---- |  | -------------------------- | --- | --- | --- | --- |
| 1    | Tchéquie | 16  | 6 | 5 | 1 | 0 | 23 | 9  | +14  |  | Tchéquie                   |     | 3-0 | 2-1 | 5-2 |
| 2    | Belgique | 12  | 6 | 4 | 0 | 2 | 21 | 12 | +9   |  | Belgique                   | 2-3 |     | 8-3 | 7-2 |
| 3    | Serbie   | 7   | 6 | 2 | 1 | 3 | 22 | 19 | +3   |  | Serbie                     | 4-4 | 1-2 |     | 7-2 |
| 4    | Autriche | 0   | 6 | 0 | 0 | 6 | 7  | 33 | -26  |  | Autriche                   | 0-6 | 0-2 | 1-6 |     |

### Groupe 10
| Rang | Équipe   | Pts | J | G | N | P | Bp | Bc | Diff |  | Résultats (▼ dom., ► ext.) |      |     |     |     |
| ---- | -------- | --- | - | - | - | - | -- | -- | ---- |  | -------------------------- | ---- | --- | --- | --- |
| 1    | France   | 16  | 6 | 5 | 1 | 0 | 41 | 9  | +32  |  | France                     |      | 5-2 | 9-4 | 8-0 |
| 2    | Géorgie  | 13  | 6 | 4 | 1 | 1 | 22 | 10 | +12  |  | Géorgie                    | 3-3  |     | 3-1 | 6-1 |
| 3    | Kosovo   | 6   | 6 | 2 | 0 | 4 | 16 | 25 | -9   |  | Kosovo                     | 0-5  | 1-3 |     | 6-2 |
| 4    | Bulgarie | 0   | 6 | 0 | 0 | 6 | 7  | 40 | -33  |  | Bulgarie                   | 0-11 | 1-5 | 3-4 |     |

### Meilleurs deuxièmes
| Pos | Grp | Équipe             | Pts | J | G | N | P | Bp | Bc | Diff | Qualification |
| --- | --- | ------------------ | --- | - | - | - | - | -- | -- | ---- | ------------- |
| 1   | 2   | Italie             | 13  | 6 | 4 | 1 | 1 | 25 | 9  | +16  | Barrages      |
| 2   | 10  | Géorgie            | 13  | 6 | 4 | 1 | 1 | 22 | 12 | +10  | Barrages      |
| 3   | 8   | Bosnie-Herzégovine | 12  | 6 | 4 | 0 | 2 | 32 | 13 | +19  | Barrages      |
| 4   | 9   | Belgique           | 12  | 6 | 4 | 0 | 2 | 21 | 12 | +9   | Barrages      |
| 5   | 3   | Slovaquie          | 12  | 6 | 4 | 0 | 2 | 23 | 19 | +4   | Barrages      |
| 6   | 4   | Hongrie            | 10  | 6 | 3 | 1 | 2 | 21 | 14 | +7   | Barrages      |
| 7   | 6   | Kazakhstan         | 10  | 6 | 3 | 1 | 2 | 21 | 16 | +5   | Barrages      |
| 8   | 1   | Roumanie           | 9   | 6 | 3 | 0 | 3 | 18 | 11 | +7   | Barrages      |
| 9   | 7   | Pays-Bas           | 8   | 6 | 2 | 2 | 2 | 19 | 17 | +2   |               |
| 10  | 5   | Grèce              | 7   | 6 | 2 | 1 | 3 | 11 | 16 | -5   |               |

## Barrages
Le tirage au sort des barrages du tour principal aura lieu le 3 juillet 2025 à Nyon, au siège de l'UEFA. Les huit équipes sont tirées au sort en quatre matches aller-retour entre le 15 et le 24 septembre 2025, pour déterminer les quatre derniers qualifiés.
| Équipe   | Aller | Total | Retour | Équipe             |
| -------- | ----- | ----- | ------ | ------------------ |
| Italie   | -     | -     | -      | Kazakhstan         |
| Hongrie  | -     | -     | -      | Roumanie           |
| Belgique | -     | -     | -      | Bosnie-Herzégovine |
| Géorgie  | -     | -     | -      | Slovaquie          |

## Liste des 16 qualifiés pour la phase finale
| N° | Équipe      | Parcours             | Date de qualification |
| -- | ----------- | -------------------- | --------------------- |
| 1  | Lettonie    | Qualifiée d'office   | 2 décembre 2023       |
| 2  | Lituanie    | Qualifiée d'office   | 2 décembre 2023       |
| 3  | Portugal    | 1er du groupe 7      | 5 février 2025        |
| 4  | Arménie     | 1er du groupe 6      | 12 mars 2025          |
| 5  | Tchéquie    | 1er du groupe 9      | 12 mars 2025          |
| 6  | Pologne     | 1er du groupe 3      | 10 avril 2025         |
| 7  | Slovénie    | 1er du groupe 4      | 10 avril 2025         |
| 8  | Ukraine     | 1er du groupe 1      | 11 avril 2025         |
| 9  | Biélorussie | 1er du groupe 2      | 11 avril 2025         |
| 10 | Croatie     | 1er du groupe 5      | 11 avril 2025         |
| 11 | Espagne     | 1er du groupe 8      | 15 avril 2025         |
| 12 | France      | 1er du groupe 10     | 16 avril 2025         |
| 13 |             | Vainqueur Barrages 1 | 24 septembre 2025     |
| 14 |             | Vainqueur Barrages 2 | 24 septembre 2025     |
| 15 |             | Vainqueur Barrages 3 | 24 septembre 2025     |
| 16 |             | Vainqueur Barrages 4 | 24 septembre 2025     |